# Сокорсо (Салерно)
Сокорсо је насеље у Италији у округу Салерно, региону Кампанија.
Према процени из 2011. у насељу је живело 801 становника. Насеље се налази на надморској висини од 177 м.